# Petrorhagia syriaca
Petrorhagia syriaca är en nejlikväxtart som först beskrevs av Pierre Edmond Boissier, och fick sitt nu gällande namn av Mout. och Greuter. Petrorhagia syriaca ingår i släktet klippnejlikor, och familjen nejlikväxter. Inga underarter finns listade i Catalogue of Life.